# Arrondissement Mamers
Mamers is een arrondissement van het Franse departement Sarthe in de regio Pays de la Loire. De onderprefectuur is Mamers.

## Kantons
Het arrondissement was tot 2014 samengesteld uit de volgende kantons:
- Kanton Beaumont-sur-Sarthe
- Kanton Bonnétable
- Kanton Bouloire
- Kanton Conlie
- Kanton La Ferté-Bernard
- Kanton La Fresnaye-sur-Chédouet
- Kanton Fresnay-sur-Sarthe
- Kanton Mamers
- Kanton Marolles-les-Braults
- Kanton Montfort-le-Gesnois
- Kanton Montmirail
- Kanton Saint-Calais
- Kanton Saint-Paterne
- Kanton Sillé-le-Guillaume
- Kanton Tuffé
- Kanton Vibraye

Na de herindeling van de kantons bij decreet van 24 februari 2014, met uitwerking op 22 maart 2015, omvat het arrondissement volgende kantons:
- Kanton Bonnétable (deel : 8/23)
- Kanton Changé  (deel : 1/8)
- Kanton La Ferté-Bernard
- Kanton Loué  (deel : 14/43)
- Kanton Mamers
- Kanton Saint-Calais
- Kanton Sillé-le-Guillaume